# هاینریش بوشن
هاینریش بوشن (آلمانی: Heinrich Böschen؛ ۲۷ اکتبر ۱۸۸۷ – ۳۱ دسامبر ۱۹۴۵) یک سیاست‌مدار اهل آلمان بود او از اعضای حزب سوسیال دموکرات آلمان(SPD) می‌باشد.وی پس از ۳۱ دسامبر ۱۹۴۵ ناپدید شد. او یک سیاستمدار کمونیست آلمان بود و معاملات اتحادیه را انجام می‌داد.